# Tsar
Tsar es un supergrupo de protistas recientemente propuesto (2019) que engloba a Telonemia y al supergrupo Sar. El supergrupo se ha establecido en base a estudios filogenéticos basados en 248 genes y utilizando modelos de mezcla heterogéneos, que resuelven el origen evolutivo de Telonemia como grupo hermano del supergrupo Sar.